# Club Baloncesto Sevilla 2003-2004
Questa voce raccoglie le informazioni riguardanti il Club Baloncesto Sevilla nelle competizioni ufficiali della stagione 2003-2004.

## Stagione
La stagione 2003-2004 del Club Baloncesto Sevilla è la 15ª nel massimo campionato spagnolo di pallacanestro, la Liga ACB.

## Roster
Aggiornato al 30 luglio 2021.
| Caja San Fernando 2003-04 | Caja San Fernando 2003-04 |
| Giocatori                 | Staff tecnico             |
| ------------------------- | ------------------------- |

| N. | Naz.                                            | Ruolo | Nome                | Anno | Alt.   | Peso   |  |
| -- | ----------------------------------------------- | ----- | ------------------- | ---- | ------ | ------ |  |
| 4  | Stati Uniti (bandiera) · Lussemburgo (bandiera) | C     | Alvin Jones         | 1978 | 211 cm | 120 kg |  |
| 5  | Spagna (bandiera)                               | GA    | Carlos Cazorla      | 1977 | 197 cm | 94 kg  |  |
| 6  | Stati Uniti (bandiera) · Irlanda (bandiera)     | G     | Jay Larrañaga       | 1975 | 197 cm | 93 kg  |  |
| 8  | Spagna (bandiera)                               | P     | Carlos Cherry       | 1979 | 184 cm | 82 kg  |  |
| 9  | Spagna (bandiera)                               | A     | Raúl Pérez (C)      | 1968 | 198 cm |        |  |
| 11 | Spagna (bandiera)                               | G     | Juan Arsenio Torres | 1983 | 195 cm |        |  |
| 13 | Stati Uniti (bandiera) · Italia (bandiera)      | P     | Matt Santangelo     | 1977 | 186 cm | 80 kg  |  |
| 14 | Lituania (bandiera)                             | G     | Donatas Slanina     | 1977 | 193 cm | 95 kg  |  |
| 15 | Bulgaria (bandiera) · Francia (bandiera)        | C     | Vasil Evtimov       | 1977 | 208 cm | 116 kg |  |
| 17 | Spagna (bandiera)                               | AG    | José Ramón Esmorís  | 1975 | 204 cm |        |  |
| 24 | Stati Uniti (bandiera)                          | AC    | Danya Abrams        | 1974 | 201 cm | 114 kg |  |
| 25 | Russia (bandiera) · Spagna (bandiera)           | C     | Michail Michajlov   | 1971 | 205 cm | 109 kg |  |
| -  | Spagna (bandiera)                               | C     | Óscar Ruiz          | 1985 | 203 cm |        |  |
| -  | Spagna (bandiera)                               | C     | Antonio José Sosa   | 1985 | 203 cm |        |  |

| Allenatore                                                         |
| - Gustavo Aranzana                                                 |
| Assistente/i                                                       |
| - Javier Fijo Legenda - (C) Capitano - (IN) Inattivo - Infortunato |

## Mercato

### Sessione estiva
| Acquisti | Acquisti          | Acquisti            | Acquisti   | Acquisti |
| R.a      | Nome              | da                  | Modalità   |          |
| -------- | ----------------- | ------------------- | ---------- | -------- |
| C        | Michail Michajlov | Amici Pall. Udinese | definitivo |          |
| C        | Alvin Jones       | Free agent          | definitivo |          |
| G        | Jay Larrañaga     | Gran Canaria        | definitivo |          |
| C        | Vasil Evtimov     | ASVEL               | definitivo |          |

| Cessioni | Cessioni           | Cessioni            | Cessioni       | Cessioni |
| R.       | Nome               | a                   | Modalità       |          |
| -------- | ------------------ | ------------------- | -------------- | -------- |
| C        | Francisco Elson    | Denver Nuggets      | fine contratto |          |
| AG       | Glenn Sekunda      | Amici Pall. Udinese | fine contratto |          |
| P        | Antonio Bustamante | Minorca             | prestito       |          |

### Dopo l'inizio della stagione
| Acquisti | Acquisti | Acquisti | Acquisti | Acquisti |
| R.       | Nome     | da       | Data     | Modalità |
| -------- | -------- | -------- | -------- | -------- |

| Cessioni | Cessioni           | Cessioni    | Cessioni    | Cessioni    |
| R.       | Nome               | a           | Data        | Modalità    |
| -------- | ------------------ | ----------- | ----------- | ----------- |
| AG       | José Ramón Esmorís | Saragozza   | marzo 2004  | rescissione |
| G        | Jay Larrañaga      | Virtus Roma | maggio 2004 | rescissione |